# Dee Nasty
Dee Nasty de son vrai nom Daniel Bigeault, est un disc jockey de hip-hop, producteur de musique et animateur de radio français, né en 1960 à Paris. En 1984, Dee Nasty publie son premier album Paname City Rappin', aux labels Funkzilla Records et Cabana Music.
Il est le « Grand Master » de la Zulu Nation en France. Il est également reconnu par la presse spécialisée et par le public comme l'un des pionniers majeurs du hip-hop dans le pays,,,.

## Biographie

### Débuts
De son vrai nom Daniel Bigeault, il est originaire de la cité de la Pierre-Plate, à Bagneux, dans les Hauts-de-Seine, en banlieue sud de Paris.
Lors d'un entretien avec Down With This, il confie avoir quitté ses parents à 16 ans, après être « parti de Bagneux à 14 ans, pile au bon moment. [Avoir vécu] deux ans en Seine-et-Marne avec mes parents, puis je suis parti vivre ma vie. » Il explique également ː « en 1978, j’ai eu une platine d’appartement, juste pour l’écoute, avec un ampli, un tuner et magnéto à bande. Comme beaucoup de monde à l’époque finalement. » En 1978, durant un séjour à San Francisco, aux États-Unis, Dee Nasty découvre les débuts du hip-hop, avec le graffiti, la breakdance et le funk scandé comme celui de Sugarhill Gang. Il est l'un des premiers à avoir importé ce style en France,,.
Son nom de scène vient d'un quiproquo. Alors qu'il dit à sa compagne d'écouter Grand Mixer D.ST., celle-ci pense qu'il parle de la série télévisée Dynastie. Le DJ apprécie la confusion pour en faire son nom. Il le transforme en D. Nasty (D étant la première lettre de son prénom Daniel). Un jour qu'il demande à Afrika Bambaataa en personne de lui dédicacer son désormais mythique album Planet Rock, ce dernier orthographie le nom du DJ Dee Nasty. Le français décide alors de garder cette orthographe en hommage à Afrika Bambaataa.

### Années 1980 et 1990
Dee Nasty se fait connaître en 1982 pour avoir travaillé sur la radio pirate Ark en ciel avec l'émission Funkabilly, sur Radio FG, Radio Carbone 14 et Radio Diffusion Handicapé.
En 1984, Dee Nasty publie son premier album Paname City Rappin',, aux labels Funkzilla Records et Cabana Music. Il enregistre le disque à la campagne, chez Michel Eskenazi, un ami ingénieur du son rencontré quelques années plus tôt au Guatemala. Pressé à 1 000 exemplaires, l'album, introuvable hormis sur internet, est le premier du genre hip-hop auto-produit en France. Alors qu'il le vend dans la rue pendant la Fête de la musique, il rencontre ainsi Lionel D. Au dos de la pochette, Dee Nasty laisse son numéro de téléphone personnel montrant le confinement du hip-hop en France. Premier album de rap français et pratiquement unique représentant du hip-hop old-school en France avec, entre autres, le titre Metro Scratch, qui est une bonne description des débuts de la culture hip-hop française, uniquement représentée jusque-là par le graffiti et la breakdance.
Dee Nasty abandonne le MCing (partie vocale du hip-hop, scansion de texte) dès 1984 après son premier album, il se consacre ensuite exclusivement au DJing (partie musicale du rap, reposant principalement sur le maniement de vinyles). Il est l'un des tout premiers DJ français à maîtriser l'art du scratch. Dee Nasty, Bad Benny et Webo réalisent la même année, en 1984, un lettrage (un graffiti whole car top-to-bottom), Joyeux Noël et un personnage de Père Noël sur une voiture d'une rame de la ligne 8 du métro de Paris.
Fin 1984, le hip-hop est en déclin en France, l'émission H.I.P. H.O.P. de Sidney est arrêtée et le courant devient "ringard" car alors considéré par les médias comme une simple mode. Dee Nasty rencontre alors de nombreuses difficultés pour animer des soirées hip-hop ou des émissions de radio. Désireux de relancer l'engouement du hip-hop, il part aux États-Unis pour en ramener les dernières nouveautés.
En 1986, il se fait connaitre d'un public plus large en organisant des "free jams" au terrain vague de La Chapelle, en insérant des flyers faits à la main dans les pochettes des disques funk et hip-hop américains. C'est lors des sessions de ce terrain vague que les futurs NTM et Assassin découvrent des rappeurs français comme Lionel D, Jhony Go ou Destroy Man. Membre de la Universal Zulu Nation, il a fait la première partie de la tournée française d'Afrika Bambaataa, l'un des pères du hip-hop musical avec Grandmaster Flash et DJ Kool Herc. Vainqueur du championnat de France DMC des DJ en 1986, 1987 et 1988, il anime les premières soirées hip-hop à Paris comme celles de "Chez Roger Boite Funk" au Globo organisées par le magazine Actuel et Radio Nova. Autour de lui, tous les vendredi soirs durant plusieurs mois, le lieu devient l'épicentre du hip-hop en France.
Sur les ondes de Radio Nova de 1988 à 1989, il invite ses fans les plus virulents à se tester derrière le micro pendant le Deenastyle, animé par le rappeur Lionel D : ce sont alors les débuts live de NTM, MC Solaar, Assassin, Ministère A.M.E.R et de beaucoup d’autres qui y font tourner sur cassette leurs débuts. Avant la fin des années 1980, alors qu’il n’existe pas encore d’autres albums de rap français, des artistes font appel à ses dons de mixeur arrangeur et scratcheur comme Cheb Khaled, les Rita Mitsouko, Beastie Boys, Arthur H, et Rufus Thomas.
Au début des années 1990, il participe aux Discomobiles aux côtés de groupe de funk parisiens tels que Malka Family et Human Spirit. À sa discographie personnelle s’ajoute un double album en 1991 et Le Deenastyle en 1993, avec en invités Cut Killer, DJ Abdel, les Princes du Swing (« À nos amis »). En parallèle, il assure les premières parties de concerts parisiens pour, notamment, Public Enemy, The Last Poets, Trouble Funk, Ice-T, Spoonie G., Cash Money, George Clinton et Maceo Parker. Avec ce dernier (transfuge des JB's de James Brown), Dee Nasty inaugure une série de collaborations sur scène, qu’il poursuit avec un autre saxophoniste, le japonais Yasuaki Shimizu.

### Années 2000 et 2010
Il tourne pendant deux ans dans le monde entier avec Cachaito Lopez, contrebassiste du Buena Vista Social Club, aux côtés du percussionniste cubain Anga Díaz, qui l’avait fait venir à Cuba pour enregistrer sur son premier album solo Echu Mingua (World Circuit, 2005). Musicien éclectique, il collabore avec Elephant System et compose avec Manu le Malin, entre autres.
Huit ans après la sortie de Nastyness au label Alki en 2001, son sixième album System Dee est publié le 8 juin 2009 chez Tradvibe, en même temps que la compilation En mode funk chez Wagram Music, avec DJ Bronco, à laquelle succède En mode soul funk en 2010. Son dernier album "Classique"  est sorti en 2015 sur le label Celluloid.

## Discographie

### Albums studio
- 1984 : Paname City Rappin' (Funkzilla Records)
- 1991 : Dee Nasty (Polydor)
- 1994 : Le Deenastyle (Polydor)
- 1998 : Le diamant est éternel (Flavor Records)
- 1999 : Battle Breaks (Nothing But Soul Records)
- 2001 : Nastyness (Chronowax)
- 2004 : Underground forever (Human)
- 2009 : System Dee (Trad Vibe)[12]
- 2015 : Classique (Celluloid)
- 2019 : Octopussy (Furious-Records)

### Compilations mixées
- 1988 : Megamixes, vol.1 (Solar)
- 1988 : Megamixes, vol.2 (Solar)
- 1988 : Megamixes, vol.3 (Solar)
- 1996 : Funky Mix Party 1 (MCA Records)
- 1996 : Funky Mix Party 2 (MCA Records)
- 1998: Collectif Rap (Versailles)
- 2000 : DnD Groove Factory - A House Music Mix, avec David Chong (Human)
- 2004: Breakbeat Music By (Radikal)
- 2009: En Mode Funk avec DJ Bronco (Wagram Music)

### Mixtapes
- 2001 : Nastycuts vol. 1 (autoproduction)
- 2004 : Nastycuts vol. 2 (Disques Pirates)

### Maxis
- 1987 : Deenastyle (Nova Scratch)
- 1989 : So Funky (Dance Dept, O.T.T. Records)
- 1989 : Voyage Into The Land Of Funk - Part I & Part II (Solar, Vogues)
- 1989 : Mega Remix "Midnight Star" / Voyage Into The Land of Funk - Part III (Solar, Vogues)
- 1991 : Ton sourire avec Yasuaki Shimisu (Polydor)
- 1991 : Pousse les basses (Polydor)
- 1994 : Never Justify avec Gayle Linne (Polydor)
- 1994 : Soyez responsables avec Brigitte Dao (Polydor)
- 1994 : À nos amis avec les Princes du Swing (Polydor)
- 1995 : Même le diable ne peut plus m'aider avec Brother Hakim (Polydor)
- 1996: Le grand pardon avec l'Abbé Pierre et Maya Sutra (Planet Generation Global Move) (Speed Angel Sound)
- 1999 : Divine Connection / Tournez la page (Guidance Records)
- 1999 : Techno Parade 1999 - Hymne officiel de la Techno Parade - Music Makes Me Dance avec David Chong (Versailles, Versailles)
- 2000 : Nastyness le Maxi (Funkzilla Records)
- 2000 : I've Got The Answer avec Red One (Le Maquis)
- 2001 : Battle Break '82-'84 (Funkzilla Records)
- 2001 : Nastyness le EP (Funkzilla Records)
- 2003 : J'fous l'feu sur les ondes / C'est tendu avec Too Cool , Daddy Lestey et Original Uman
- 2003 : The Link avec Dynamax (Disques Pirates)
- 2003 : Night Out / Don't U Go avec Playin' 4 The City (Battle)
- 2004 : Underground Zero avec AMS (Disques Pirates)
- 2017: The Furious EP avec The Real Fake MC

### Titres sur compilations
- 1983 : "Orientic Groove" sur la compilation Voxman (Alternative Funk)
- 1989 : "Funk A Size" sur la compilation Rapattitude (Labelle Noir)